# Божићи (Фојница)
Божићи је насељено место у Босни и Херцеговини у општини Фојница. Административно припада Федерацији Босне и Херцеговине, односно њеном Средњобосанском кантону. Према попису становништва из 2013. у насељу је било 14 становника, а већинску популацију у насељу чинили су Бошњаци.

## Становништво
По последњем службеном попису становништва из 2013. године у насељу је живело 14 становника, а село је било етнички хомогено са већинском бошњачком популацијом.
| Националност | 2013. | 1991.       | 1981.       | 1971.       |
| Бошњаци      | —     | 80 (67,80%) | 95 (72,52%) | 76 (62,81%) |
| Хрвати       | —     | 38 (32,20%) | 36 (27,48%) | 44 (36,36%) |
| остали       | —     | 0           | 0           | 1 (0,82%)   |
| Укупно       | 14    | 118         | 131         | 121         |